# Can Valls (la Cellera de Ter)
Can Valls és una casa de la Cellera de Ter (Selva) inclosa a l'Inventari del Patrimoni Arquitectònic de Catalunya.

## Descripció
Es tracta d'un immoble que consta de planta baixa i dos pisos superiors, situat entre mitgeres i cobert amb una teulada a dues aigües de vessants a façana i amb un ràfec format per trse fileres de rajola. La composició del ràfec és la següent: primer una filera de rajola plana, llavors una filera de rajola acabada en punta de diamant, complementada per una altra filera de rajola plana. Està ubicat al costat dret del carrer d'Amunt.
La planta baixa consta de dues obertures, com són el portal d'accés i el garatge. El garatge s'ha traduït en la façana en una gran obertura quadrangular amb llinda de fusta. Paral·lelament, destaca especialment el gran portal d'accés adovellat d'arc de mig punt amb unes dovelles ben escairades.
Pel que fa al primer pis, aquest contempla dues obertures de similar tipologia, és a dir: rectangulars, amb llinda monolítica conformant un arc pla, muntants de pedra ben escairats i ampit treballat. Sota d'aquest trobem la solució que consisteix en disposar tres blocs de pedra com a mesura de reforç en la sustentació de la pesant finestra. En sengles llindes de les dues finestres es poden llegir dues inscripcions. Així en la de l'esquerra es llegeix: “JOAN PERARNAU 1642”.
Mentre que la de la degut al seu estat de deteriorament, es fa bastant complexa la seva interpretació, però tanmateix s'identifiquen les següents paraules: “(...) + fusté / I H S / 1 7 6 8".
El segon pis, és el més reformat de tots tres i s'ha projectat en la façana en una galeria de dos arcs de mig punt de rajol amb ampit de fusta i a la dreta una obertura quadrangular més recent.
Pel que fa al tema dels materials, en tot l'espai físic de la façana predomina per sobre de tot la pedra, en concret els còdols de riu sense desbastar ni treballar. En el cas de les obertures, la situació és diferent, ja que tant en el portal de la planta baixa com en les dues finestres del primer pis, el material preponderant és la pedra sorrenca.

## Història
En origen, l'actual immoble de Can Valls eren dues cases independents i separades. En un moment històric determinat hom va procedir a ajuntar-les, donant com a resultat l'actual Can Valls. L'habitatge, que en l'actualitat correspon al garatge, era conegut com a Cal Rei.